# ناحیه سچومبورگ، شهرستان کوک، ایلینوی
ناحیه سچومبورگ (به انگلیسی: Schaumburg Township) یک منطقهٔ مسکونی در ایالات متحده آمریکا است که در شهرستان کوک (ایلینوی) واقع شده‌است. ناحیه سچومبورگ ۸۰٫۱۸ کیلومتر مربع مساحت دارد ۲۴۰ متر بالاتر از سطح دریا واقع شده‌است.